# St. Michael (Hamburg-Bergedorf)

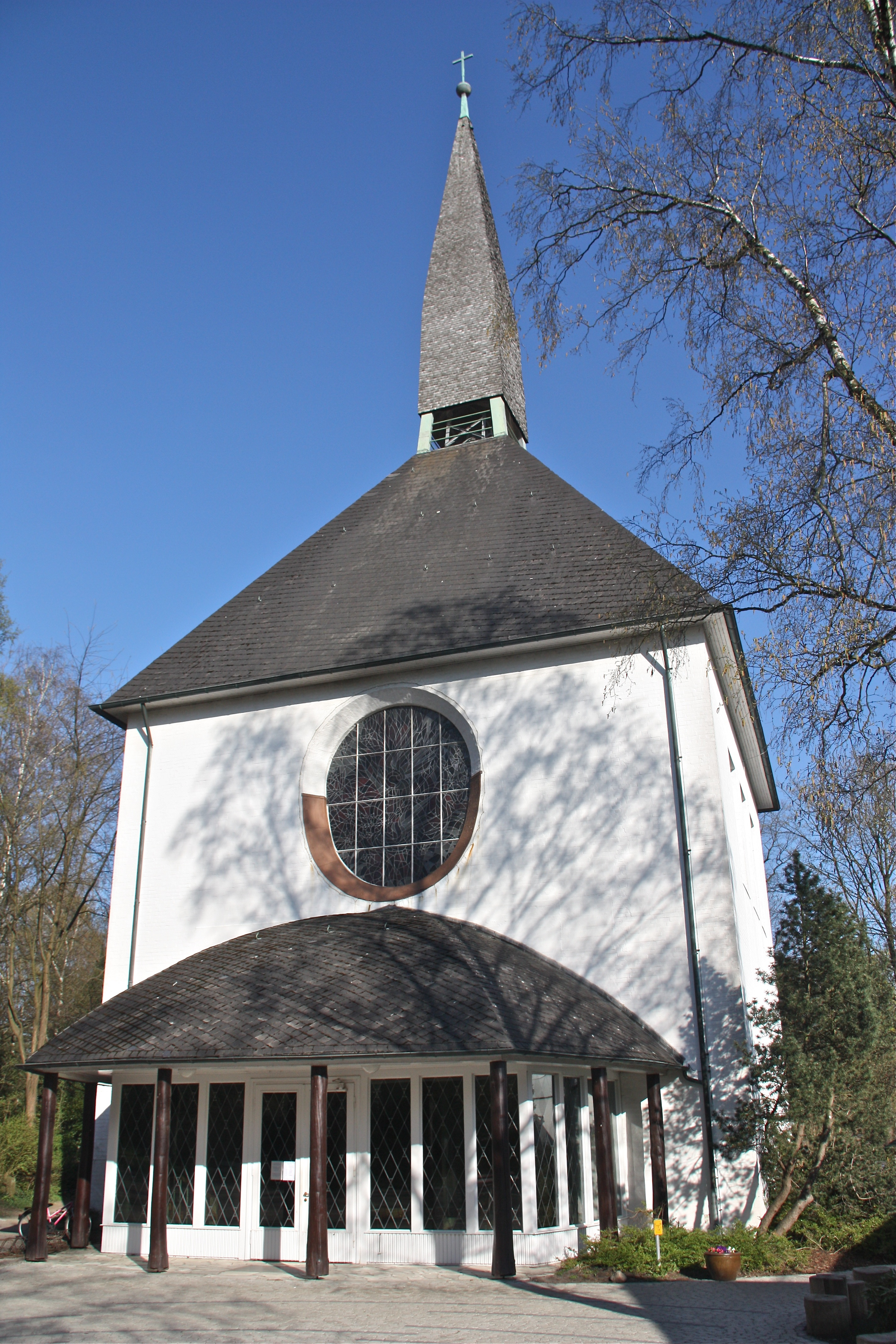
Ansicht von Südwesten

Die evangelisch-lutherische Kirche St. Michael in Hamburg-Bergedorf liegt direkt am Rand des Geesthanges an der Straße Gojenbergsweg auf dem Gelände eines ehemaligen Friedhofes, der seit 1953 als öffentliche Parkanlage genutzt wird. Die für Hamburg auffällige erhöhte Lage war einer der Gründe für die Entscheidung, die Kirche nach dem Erzengel Michael zu benennen.

## Bau der Kirche
Erste Planungen für einen Kirchbau an dieser Stelle gab es bereits im Jahr 1935, sie wurden jedoch aufgrund des Zweiten Weltkriegs nicht mehr weiter verfolgt.
Erst nach Kriegsende wurden die Planungen wieder aufgenommen und am 23. Oktober 1954 der Grundstein der heutigen Kirche gelegt. Bis 1955 errichtete man unter der Leitung von Gerhard Langmaack das heutige Gebäude mit Platz für 254 Personen. Es sollte sich einerseits in den vorhandenen Baumbestand der Umgebung einfügen und sich andererseits wirkungsvoll davon abheben. Am 29. September 1955 wurde die Kirche geweiht und entwickelte sich in den folgenden Jahren zum Mittelpunkt einer Gemeinde die seit dem 1. Oktober 1964 selbständig ist.
Der als Kontrast zur Umgebung in weiß gehaltene steile kubische Baukörper mit seinen 13 m Kantenlänge wirkt aus der Entfernung viel kleiner als er tatsächlich ist. St. Michael ist eine Kirche mittlerer Größe, wirkt auf den ersten Blick aber immer noch eher wie eine kleine Kapelle. Der auf der Ostseite angebaute Chorraum mit seinem abfallenden Dach, die niedrige Sakristei an der Nordseite und der Eingangsraum auf der Westseite fallen kaum auf. Dagegen dominiert das in einen weiteren 13 m hohen schlanken Dachreiter auslaufende, mit Holzschindeln gedeckte Zeltdach den Anblick. Die Kirche erreicht eine Gesamthöhe von 43 m. Die Verbindung zwischen Park und Kirche stellen die Säulen des Vordaches her, die aus ganzen, nur wenig bearbeiteten Baumstämmen hergestellt wurden.

## Innenausstattung
Der Innenraum ist nahezu quadratisch und sehr hoch, was die akustischen Verhältnisse ursprünglich schwierig machte. Um den Raumeindruck möglichst unangetastet zu lassen und die Übertragung von Schwingungen zu vermeiden, wurde die Empore an Stahlseilen an den Wänden befestigt. 1961 zog man eine zusätzliche leicht gewölbte Kassettendecke in den Raum ein, mit der die Akustik entscheidend verbessert werden konnte.
Altar und Kanzel sind in schwarzem Schiefer gefertigt und bilden einen deutlichen Farbkontrast gegen die restliche Gestaltung des Innenraums. Das große Holzkreuz hinter dem Altar bildet das optische Zentrum des Raumes.
Alle farbigen Fenster sind Entwürfe des Künstlers Claus Wallner. Das die Westwand beherrschende ovale Michaelsfenster stammt aus dem Jahr 1963, die zwölf kleinen farbigen Rundfenster im Chorraum aus dem Jahr 1962. Die kleinen Fenster zeigen auf der linken Seite Motive der Schöpfungsgeschichte und stellen dieser auf der rechten Seite verschiedene christliche Symbole, wie Evangelistensymbole, Darstellungen der Erzengel und Gottessymbole an die Seite. Das hoch an der Westwand angebrachte große Fenster ist nur aus dem Altarraum gut zu betrachten, es zeigt den Kampf des Erzengels Michael mit dem Drachen (Offb 12,7-9 ).
Das heutige silberne Abendmahlsgerät von Uwe-Volkhard Bläse ersetzte 1989 ein formgleiches aus Zinn des gleichen Künstlers, der auch 1984 die bronzene Taufschale herstellte.

## Nebengebäude und Sanierungen
In unmittelbarer Nachbarschaft der Kirche befinden sich ein Gemeindehaus und ein Pastorat aus dem Jahre 1957 sowie eine Kindertagesstätte aus dem Jahre 1974.
Die Akustikdecke im Kircheninneren musste von 1990 bis 1991 einer Asbestsanierung unterzogen werden, die am 3. März 1991 abgeschlossen war.

## Glocken
Seit dem Ostersonntag 1956 hängen im Turm zwei Bronzeglocken der Gießerei Rincker:
| Nr. | Name | Durchmesser (mm) | Masse (kg) | Schlagton | Inschrift                                                        | Symbol                     |
| 1   |      | 940              | 505        | a1        | O Land, Land, Land, höre des Herren Wort (Jer 22,29 )            | Taube des Heiligen Geistes |
| 2   |      | 790              | 292        | c2        | Einen anderen Grund kann niemand legen als der Herr (1 Kor 3,1 ) | Erzengel Michael           |

Die kleinere Glocke wird zur Begleitung des Vaterunser geläutet, die große unter anderem am Karfreitag.

## Orgel

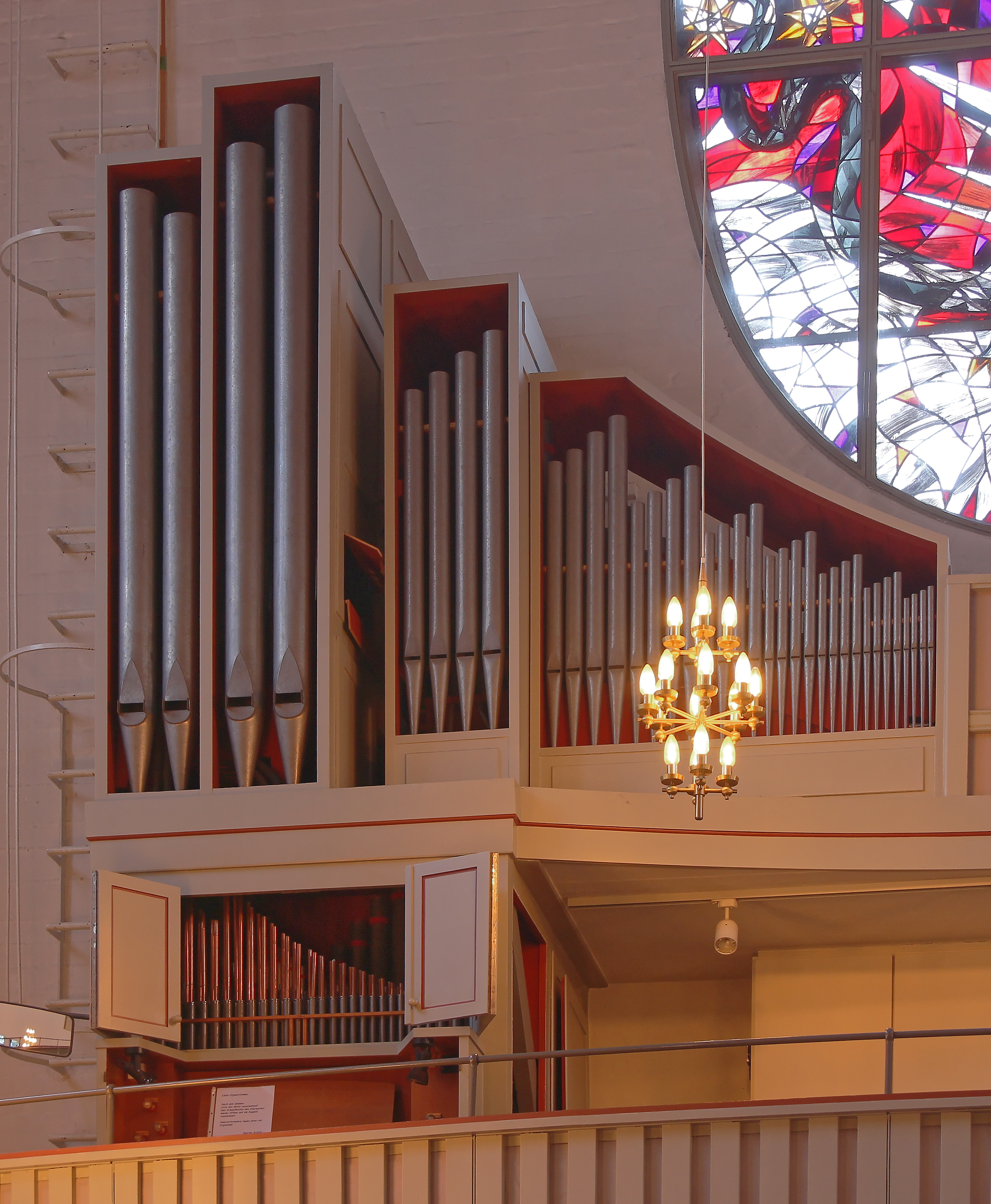
Orgelprospekt

Die am 23. August 1959 eingeweihte Orgel aus der Fertigung von Orgelbau Franz Grollmann steht auf einer Empore, die fest im Mauerwerk verankert ist. Sie umrahmt mit ihrem asymmetrischen Orgelprospekt und den fast 1000 Pfeifen das Westfenster zur Hälfte. Im Rahmen der Asbestsanierung 1991 wurde auch die Orgel durch die Firma Rudolf von Beckerath renoviert und umintoniert. Im Jahr 2017 ist die Orgel abgängig. Ihre Disposition lautet:
| I Hauptwerk C–g3 |             |    |
| 1.               | Gedackt     | 8′ |
| 2.               | Prinzipal   | 4′ |
| 3.               | Rohrflöte   | 4′ |
| 4.               | Waldflöte   | 2′ |
| 5.               | Mixtur IV-V |    |

| II Brustwerk C–g3 |             |    |
| 6.                | Quintadena  | 8′ |
| 7.                | Blockflöte  | 4′ |
| 8.                | Prinzipal   | 2′ |
| 9.                | Scharff III |    |
| 10.               | Krummhorn   | 8′ |
|                   | Tremulant   |    |

| Pedal C–f1 |           |     |
| 11.        | Subbaß    | 16′ |
| 12.        | Gedackt   | 8′  |
| 13.        | Choralbaß | 4′  |
| 14.        | Fagott    | 16′ |

- 3 Normalkoppeln: II/I, I/P, II/P

## Ehemaliges Friedhofsgelände
Das heutige Parkgelände wurde 1831 als zweiter Friedhof für Bergedorf angelegt, lag damals noch deutlich außerhalb der Stadtgrenzen und wurde durch den Kirchhofsweg mit dem Zentrum verbunden. Das Gebiet am Gojenberg (heute zwischen den Straßen Holtenklinker Straße/B 5 und Wentorfer Straße/B 207 gelegen) erweiterte ab den 1920er-Jahren die Wohngebiete. Mit der Hamburger Sternwarte, einer Schule und dem damaligen Allgemeinen Krankenhaus entstanden von 1910 bis 1915 öffentliche Bauten in unmittelbarer Umgebung. Die Aufgaben des Friedhofs wurden ab 1907 zunehmend vom Neuen Bergedorfer Friedhof übernommen, zu Beginn der 1950er-Jahre wurde er entwidmet.
In der Parkanlage finden sich noch vereinzelte Grabmonumente, darunter auch solche von künstlerischer Bedeutung wie die Statue einer an einen Säulenstumpf lehnenden Frau über der ehemaligen Grabstätte Pemöller. Christoph Marquard Ed wurde zwar hier begraben, von seiner Grabstätte sind jedoch heute keine Reste mehr erhalten. An den lokal bekannten Schulleiter Georg Friedrich Ritter, der ebenfalls hier begraben wurde, erinnert heute noch eine kleine Stele am westlichen Rand des Parks.

## Fotografien und Karte
Koordinaten: 53° 28′ 58″ N, 10° 13′ 31″ O

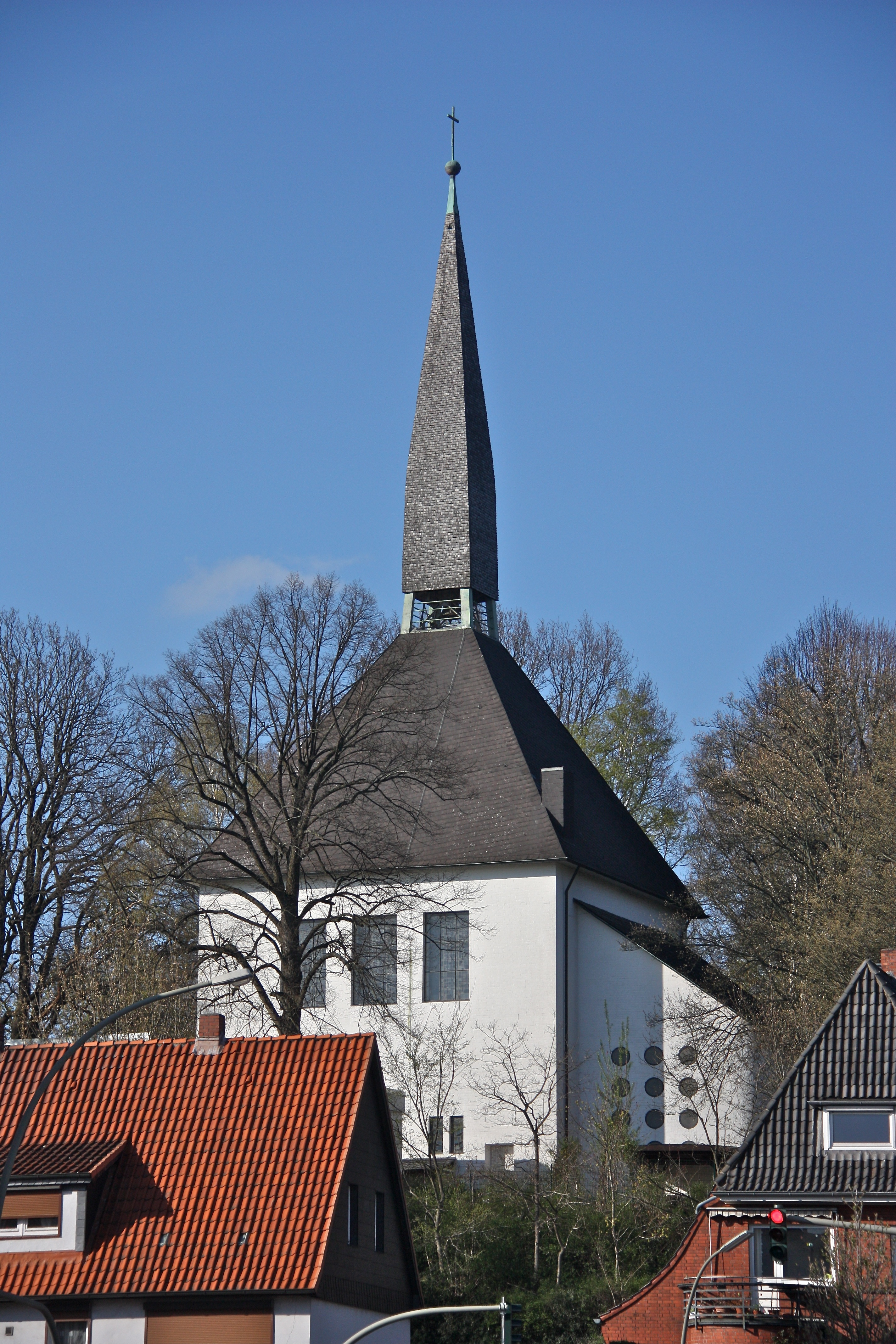
Lage am Geesthang
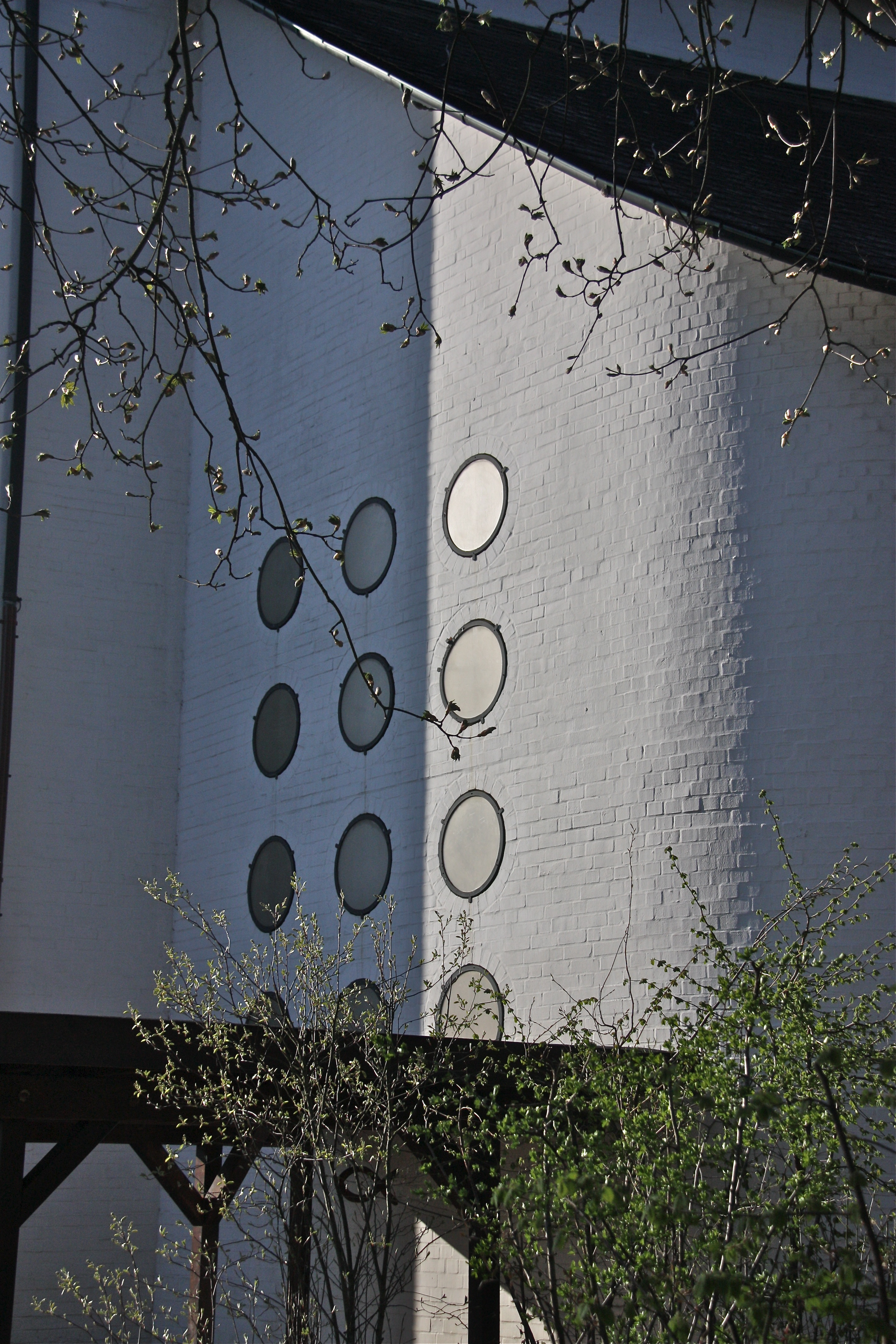
Fenster des Chorraums
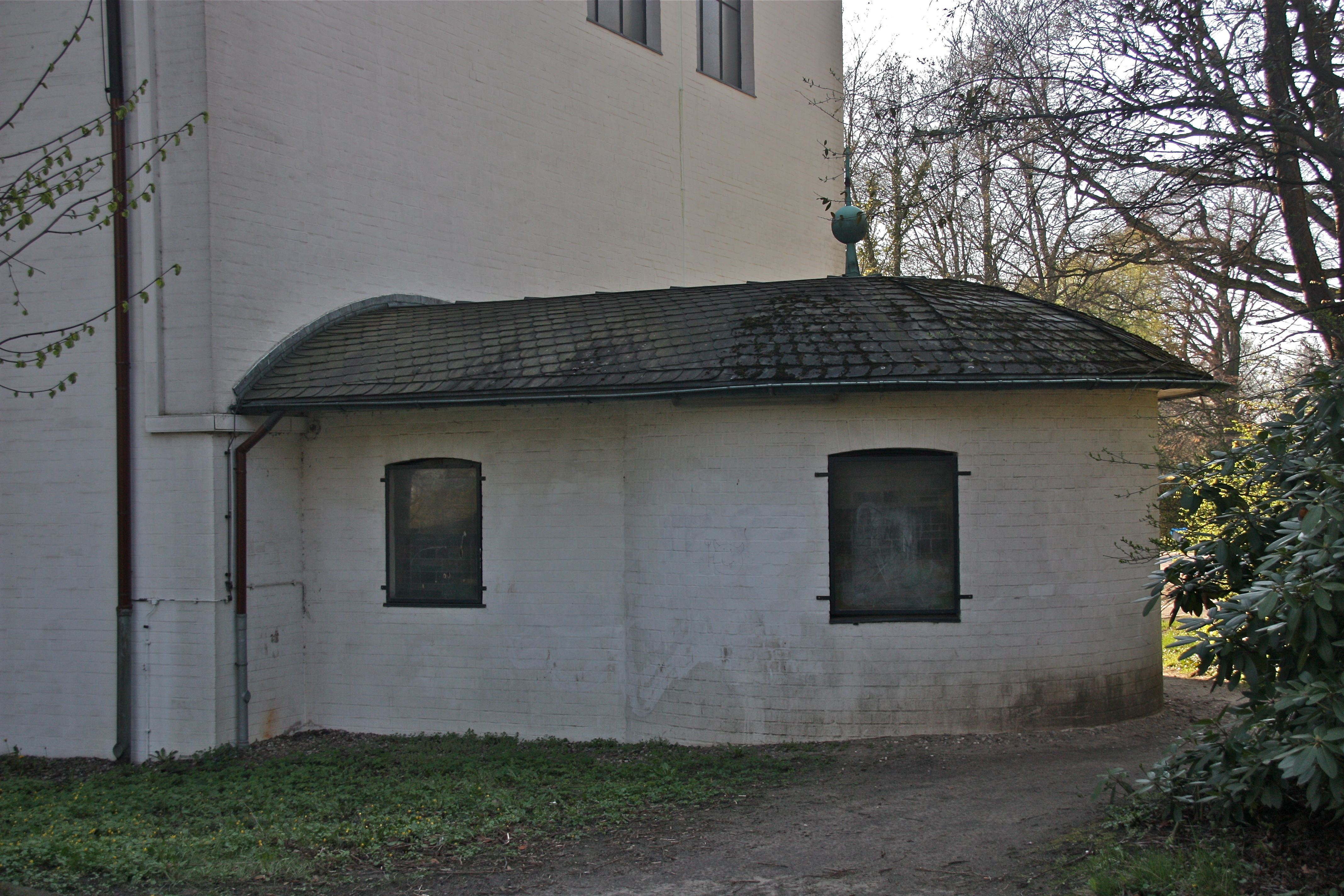
Sakristei an der Nordseite